# Daniel Castro
Daniel Castro (Umuarama, 1967) é um jornalista brasileiro. Começou sua carreira em jornais de bairro, quando em 1991, foi contratado pela Folha de S.Paulo onde trabalhou durante 17 anos. Em 1996, foi convidado a escrever sobre televisão no caderno de TV da Folha. Passou pelo Notícias Populares (1995/96), de 2000 a 2009, escreveu a coluna "Outro Canal", no caderno Ilustrada. Foi colunista de mídia do Portal R7 entre 2009 e 2013.
Participou como comentarista de mídia e TV no Jornal da Record News. Em 1998, foi premiado pelo jornal Folha por reportagem que comprovava fraudes em um programa de TV. 
No dia 15 de setembro de 2013 anunciou o fim da sua parceria com o Portal R7. Na mesma ocasião divulgou seu novo projeto, o site Notícias da TV, com conteúdo dedicado aos acontecimentos do mercado televisivo.

## Controvérsia

### Entrevista a Douglas Tavolaro
O jornalista publicou uma matéria no portal Notícias da TV horas antes da estreia do canal Times Brasil onde fez uma apresentação de Douglas Tavolaro, CEO da empresa, e exibiu uma entrevista feita a ele. Em uma das perguntas o jornalista referiu-se a Tavolaro como um outrora "rapaz gordinho, evangélico, meio excluído". Questionado se essa visão em sua autobiografia "enriqueceria sua história ainda mais", Tavolaro respondeu:
[É, mas] pra mim foi um negócio comum, acho que sou a mesma pessoa. Não consigo ver assim, não era uma coisa caricata, entendeu? Eu me via na faculdade como mais um estudante tentando ganhar a vida. Comecei na IstoÉ, depois no Estadão, no Diário Popular, aí eu fui para a Record. Fiz uma carreira tentando batalhar, sim. Mas não é uma coisa que me marcou como um complexo, um trauma, ou que me deixou a sensação de ter sido excluído. Não era a minha imagem. Não é uma coisa que me causou nenhum complexo de inferioridade.
Logo depois o jornalista questionou-o se ele "ainda é evangélico" e Tavolaro afirmou:
Eu respeito muito. A formação da minha família é evangélica. Eu respeito muito, eu acho muito legal, acho que tem valores muito bonitos ali, sabe? Tem coisas assim, legais pra família, e eu tenho duas filhas, né? Então você, pra cuidar da família, tem valores assim, muito, muito legais.